# Кључевскаја Сопка
Кључевскаја Сопка (рус. Ключевска́я со́пка, Ключевской вулкан) је активни вулкан на истоку Камчатке, на далеком истоку Русије. То је највиши активни вулкан у Евроазији (4750м).
Налази се 60 километара од Беринговог мора. Правилни централни конус је окружен са 70 бочних конуса, купола и кратера. Састоји се од базалтне лаве. За 270 година изазвао је више од 50 јаких ерупција, од којих су најјаче оне из: 1729, 1739, 1790, 1796, 1829, 1853—1854. и 1896. 
Кључевскаја Сопка је један од вулкана на Камчатки који су резерват природе под заштитом УНЕСКО-а. 